# Jennifer Winget
Jennifer Winget (geboren op 30 mei 1985) is een Indiase actrice die voornamelijk op de Hindi-televisie verschijnt. Winget is een van de best betaalde televisieactrices in India. Winget heeft verschillende onderscheidingen ontvangen, waaronder twee ITA Awards en twee Indian Telly Awards. Winget begon haar carrière als kindacteur met de film Akele Hum Akele Tum uit 1995 en maakte haar televisiedebuut in 2002 met Shaka Laka Boom Boom. Later kreeg ze erkenning voor haar vertolking van Sneha Bajaj in Kasautii Zindagii Kay en Dr. Riddhima Gupta in Dill Mill Gayye. Winget vestigde zich verder als een toonaangevende actrice met haar vertolking van Kumud Sundari Desai in Saraswatichandra, Maya Mehrotra in Beyhadh en Zoya Siddiqui in Bepannah. Voor Saraswatichandra en Beyhadh won ze de ITA Award voor Beste Actrice Jury. Winget breidde haar webcarrière uit met Code M, waarvoor ze een Filmfare OTT Award- nominatie ontving.

## Vroege leven
Winget werd geboren op 30 mei 1985  in Bombay (het huidige Mumbai), India. Ze is de dochter van een Punjabi hindoeïstische moeder, Prabha, en een Maharashtrian christelijke vader, Hemant Winget, en wordt vaak aangezien voor iemand van niet-Indiase afkomst vanwege haar westerse voornaam.